# Wola Lipieniecka Mała
Wola Lipieniecka Mała [ˈvɔla lipjɛˈɲɛt͡ska ˈmawa] est un village polonais de la gmina de Jastrząb, du powiat de Szydłowiec et dans la voïvodie de Mazovie.